# Overstromingen in Centraal-Europa 2013

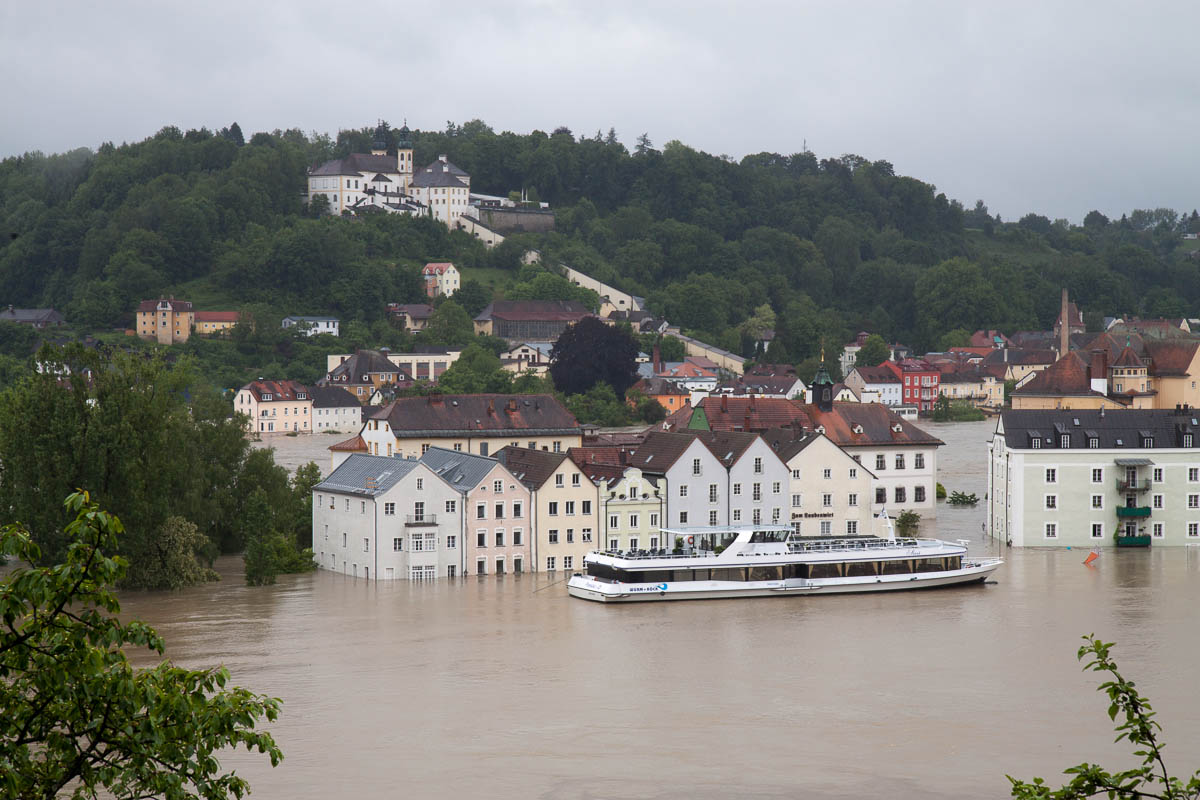
Hoogwater van de Donau in Passau op 3 juni 2013.

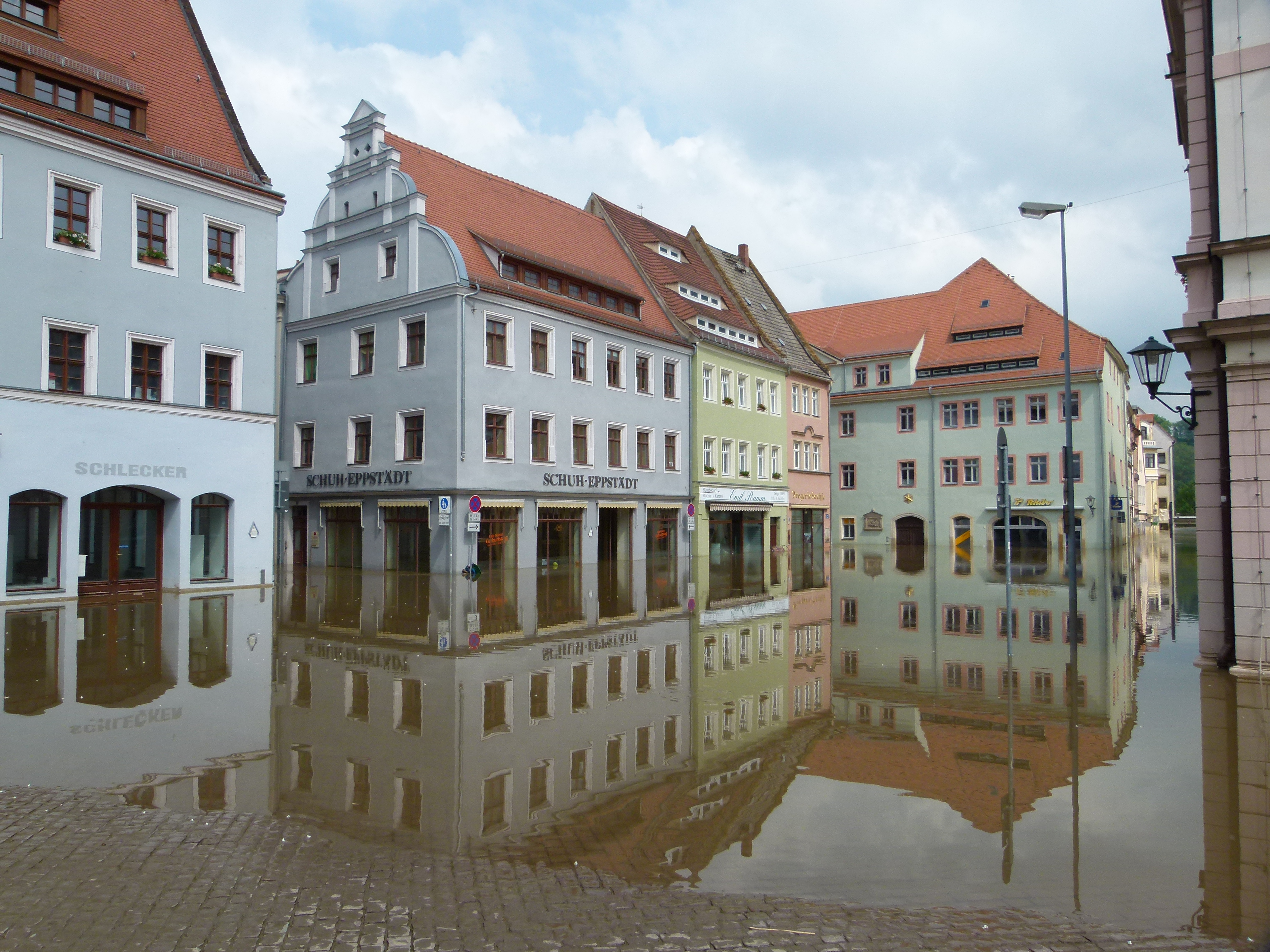
Hoogwater van de Elbe in Pirna op 7 juni 2013.

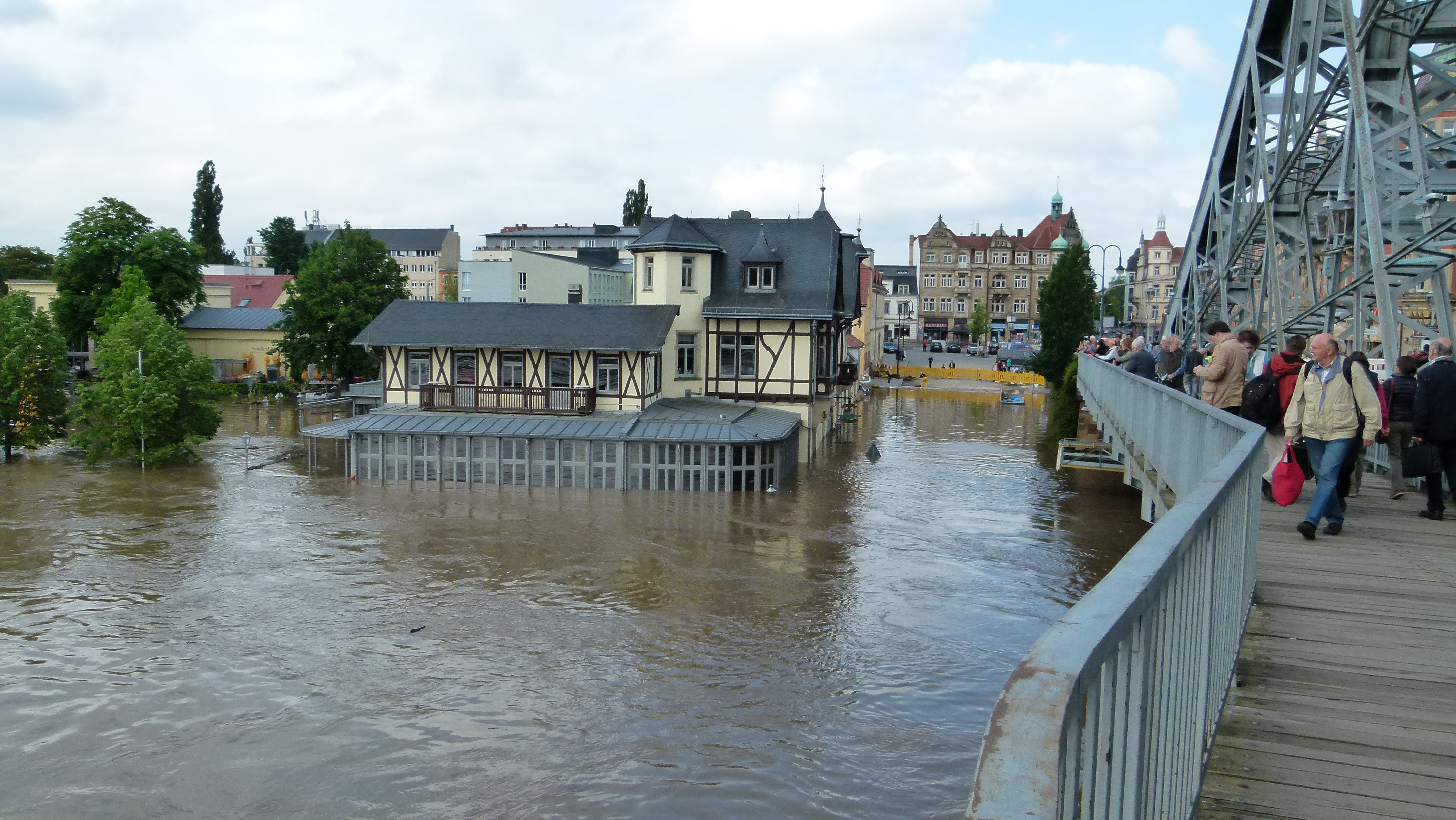
Hoogwater van de Elbe in Dresden op 6 juni 2013.

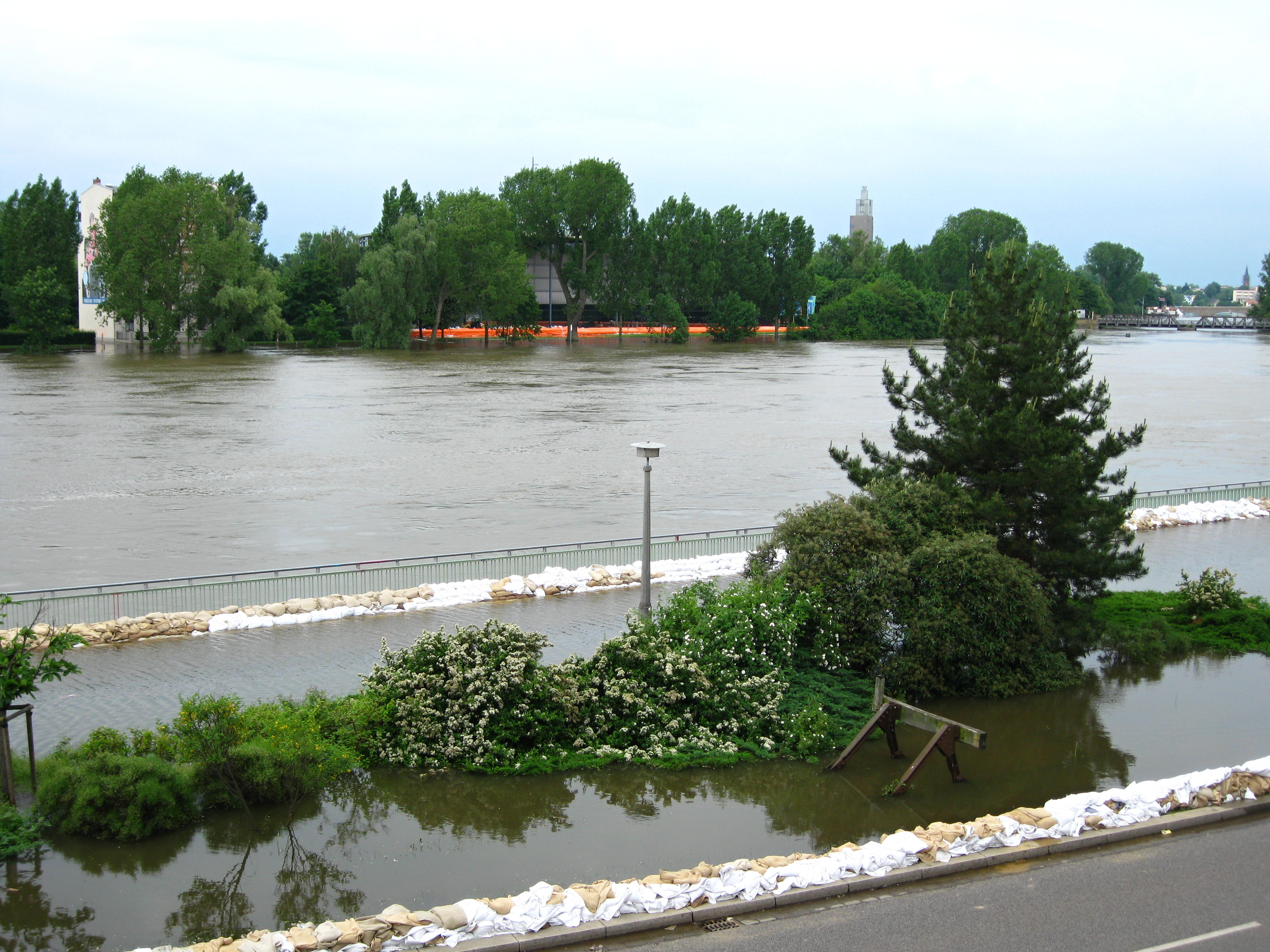
Hoogwater van de Elbe in Maagdenburg op 9 juni 2013.

In de laatste dagen van mei en begin juni 2013 werden grote delen van Centraal-Europa getroffen door uitgebreide overstromingen. Door overvloedige regenval vanaf de laatste week van mei werd de waterafvoer vanuit de oostelijke Alpen en vanuit de Middelgebergten zeer groot, waardoor de rivieren zeer veel water te verwerken kregen, met als gevolg (zeer) hoge waterstanden. Op vele plaatsen steeg het water hoger dan in augustus 2002 en op diverse plaatsen zelfs hoger dan in honderden jaren.

## Duitsland
In Duitsland werden aanvankelijk vooral de Bundeslanden Beieren en Baden-Württemberg getroffen. Daarna komt het hoogwater ook in Thüringen, Saksen en Saksen-Anhalt. Vele kleine en grotere rivieren traden buiten hun oevers. Zowel de grote rivieren Donau als de Elbe zorgen voor grote overstromingen. Vanaf 10 juni verplaatste het hoogwater langs de Elbe zich stroomafwaarts naar de Bundeslanden Brandenburg, Nedersaksen en Sleeswijk-Holstein.
Als gevolg van het hoogwater wordt het weg- en spoorverkeer op diverse plaatsen gestremd. Enkele belangrijke spoorverbindingen, zoals tussen München en Salzburg, worden onderbroken. Ook in de omgeving van Dresden, Halle en Maagdenburg worden, naast diverse nevenlijnen, ook enkele hoofdlijnen gestremd. Zo werd het treinverkeer tussen Dresden en Praag gestremd en ook werd de Spoorlijn Berlijn - Oebisfelde vanaf 10 juni stilgelegd als gevolg van het hoogwater. Omdat de brug over de Elbe bij Stendal door overstromingsschade niet te berijden was bleef het treinverkeer op deze verbinding tot begin november gestremd.
Op 5 juli was overal in het oosten van Duitsland het waterpeil zo ver gedaald dat de noodtoestand kon worden opgeheven.

## Tsjechië
In het stroomgebied van de Elbe begonnen de overstromingen in Bohemen in Tsjechië, waarbij de hoofdstad Praag door de zijrivier de Moldau (Vltava) door het water werd bedreigd.

## Hongarije
In de Hongaarse hoofdstad Boedapest bereikte het water op 9 juni het recordpeil van 8,91 meter.

## Overstromende rivieren

### Donau
Als eerste zorgde de Donau in Beieren voor wateroverlast, onder andere in Passau, Regensburg en in omgeving van Deggendorf. Met het zakken van het water van de Donau in Duitsland verplaatste de wateroverlast zich verder stroomafwaarts en zorgde nadien in Hongarije voor overstromingen. Vooral de hoofdstad Boedapest kreeg met hoge waterstanden te maken.

### Elbe
Na het hoogwater in Tsjechië trad de Elbe stroomafwaarts in de Duitse deelstaten Saksen, Saksen-Anhalt en Brandenburg buiten de oevers. Ook diverse zijrivieren, waaronder de Saale, de Elster en de Mulde, zorgden voor overstromingen. Diverse steden, waaronder Dresden, Halle en Maagdenburg, kregen te maken met grote wateroverlast. Op enkele plaatsen breken dijken door (onder andere bij Fischbeck) waardoor nog meer land onder water komt te staan. Vele tienduizenden inwoners moesten worden geëvacueerd. De schade loopt in de vele miljarden euro's.
De Bundeswehr werd sinds 3 juni ingezet, waarbij er onder andere in Passau, Leipzig en Glauchau meer dan 8.000 soldaten actief waren. Ook in Gera kwamen zij in actie. Daarna was er grote inzet langs de Elbe, onder andere in de omgeving van Maagdenburg. In totaal werden er zeker 19.000 man ingezet. Regionale brandweerkorpsen zetten meer dan 75.000 manschappen in. Langs de Elbe is er grote inzet van het leger en andere diensten. Voorts zijn er vele duizenden burgers actief bij de hulpverlening, waaronder het vullen van zandzakken.

### Rijn
Ook de Rijn heeft hoge waterstanden, maar afgezien van kleinere overstromingen van kades etc. leidt dit niet tot grote problemen. In Nederland lopen er een aantal uiterwaarden onder water, dit is ongebruikelijk in juni.

## Slachtoffers en schade
Op 9 juni was het aantal dodelijke slachtoffers ten gevolge van de overstromingen gestegen tot 23, waarvan 10 in Tsjechië, 7 in Duitsland en 6 in Oostenrijk. Ook werden op die dag nog vijf mensen vermist.
De schade werd op dat moment al geschat op vele miljarden euro's: in Duitsland zeker 11 miljard, waarvan in Saksen ruim 2 miljard, in Oostenrijk tot 3 miljard en in Tsjechië circa 40 miljoen euro.